# RAB23
RAB23 (англ. RAB23, member RAS oncogene family) – білок, який кодується однойменним геном, розташованим у людей на короткому плечі 6-ї хромосоми. Довжина поліпептидного ланцюга білка становить 237 амінокислот, а молекулярна маса — 26 659.
| 10         |  | 20         |  | 30         |  | 40         |  | 50         |
| ---------- |  | ---------- |  | ---------- |  | ---------- |  | ---------- |
| MLEEDMEVAI |  | KMVVVGNGAV |  | GKSSMIQRYC |  | KGIFTKDYKK |  | TIGVDFLERQ |
| IQVNDEDVRL |  | MLWDTAGQEE |  | FDAITKAYYR |  | GAQACVLVFS |  | TTDRESFEAV |
| SSWREKVVAE |  | VGDIPTVLVQ |  | NKIDLLDDSC |  | IKNEEAEALA |  | KRLKLRFYRT |
| SVKEDLNVNE |  | VFKYLAEKYL |  | QKLKQQIAED |  | PELTHSSSNK |  | IGVFNTSGGS |
| HSGQNSGTLN |  | GGDVINLRPN |  | KQRTKKNRNP |  | FSSCSIP    |  |            |

A: Аланін

C: Цистеїн

D: Аспарагінова кислота

E: Глутамінова кислота

F: Фенілаланін

G: Гліцин

H: Гістидин

I: Ізолейцин

K: Лізин

L: Лейцин

M: Метіонін

N: Аспарагін

P: Пролін

Q: Глутамін

R: Аргінін

S: Серин

T: Треонін

V: Валін

W: Триптофан

Кодований геном білок за функціями належить до білків розвитку, фосфопротеїнів. 
Задіяний у таких біологічних процесах, як транспорт, транспорт білків. 
Білок має сайт для зв'язування з нуклеотидами, ГТФ. 
Локалізований у клітинній мембрані, цитоплазмі, мембрані, цитоплазматичних везикулах, ендосомах.